# Szamosszeg
Szamosszeg is een plaats (község) en gemeente in het Hongaarse comitaat Szabolcs-Szatmár-Bereg. Szamosszeg telt 2046 inwoners (2001).